# Längstwellensender HWU
HWU ist das Rufzeichen von drei Längstwellensendern der französischen Marine, dem „Centre de Transmissions de la Marine Nationale de Rosnay“ auf den Frequenzen 18,3 kHz, 20,9 kHz und 21,7 kHz mit dem Senderstandort im Arrondissement Le Blanc in Zentralfrankreich.
Der Sender verwendet eine Sendeantenne, die von mehreren über 350 Meter hohen Sendemasten getragen wird. Diese Sendemasten gehören zusammen mit den Sendemasten des Langwellensenders Allouis zu den höchsten Bauwerken in Frankreich.
Die Hauptaufgabe der Einrichtung besteht darin, Befehle an getauchte U-Boote mit ballistischen Raketen der Force océanique stratégique und atomgetriebene Jagd-U-Boote der französischen Marine zu übermitteln.